# Czernicze
Czernicze (bułg. Черниче) – wieś podlegająca administracyjnie pod obszar wsi Krupnik w południowo-zachodniej Bułgarii, w obwodzie Błagojewgrad, w gminie Simitli. Według danych Narodowego Instytutu Statystycznego, 31 grudnia 2011 roku wieś liczyła 1063 mieszkańców.

## Położenie
Czernicze znajduje się między Maleszewską płaniną a Pirynem, 1 km od Kresneńskiego jaru. Nad Strumą, w pobliżu miejsca wykorzystywanego do raftingu. Czernicze posiada dwie dzielnice: Orłowec i Sucha reka.

## Historia
Nazwa wsi została przemianowana w 1955 roku na Czernicze.

## Oświata
- przedszkole
- szkoła podstawowa im. Sw. Sw. Kirił i Metodi